# Härkejaure
Härkejaure är en sjö i Kiruna kommun i Lappland och ingår i Torneälvens huvudavrinningsområde. Sjön har en area på 1,05 kvadratkilometer och ligger 675 meter över havet. Sjön avvattnas av vattendraget Råstätno.

## Delavrinningsområde
Härkejaure ingår i det delavrinningsområde (763617-169724) som SMHI kallar för Utloppet av Härkejaure. Medelhöjden är 696 meter över havet och ytan är 8,44 kvadratkilometer. Räknas de 55 avrinningsområdena uppströms in blir den ackumulerade arean 337,92 kvadratkilometer. Råstätno som avvattnar avrinningsområdet har biflödesordning 3, vilket innebär att vattnet flödar genom totalt 3 vattendrag innan det når havet efter 484 kilometer. Avrinningsområdet består mestadels av sankmarker (11 procent) och kalfjäll (75 procent). Avrinningsområdet har 1,17 kvadratkilometer vattenytor vilket ger det en sjöprocent på 13,8 procent.